# Jorge Neves (cầu thủ bóng đá, sinh 1987)
Jorge Filipe Pereira Neves (sinh ngày 17 tháng 9 năm 1987 ở Fátima) là một cầu thủ bóng đá người Bồ Đào Nha thi đấu cho C.D. Fátima ở vị trí tiền vệ.